# Coast Guard Investigative Service
Der U.S. Coast Guard Investigative Service (CGIS) ist eine Strafverfolgungsbehörde der United States Coast Guard (US-Küstenwache). Das Motto lautet Service, Integrity, Justice (zu Deutsch: „Dienst, Integrität und Gerechtigkeit“).
Für die Behörde arbeiten rund 230 zivile und militärische Special Agents. Zudem sind 158 Special Agents der Coast Guard Reserve für die Behörde tätig. Die Agents und weiteres (technisches und administratives) Personal sind auf 35 Regionalbüros und das Hauptquartier in Arlington County in unmittelbarer Nähe des Pentagon verteilt.

## Organisation
Der CGIS ist in sieben Regionen (regional areas) aufgeteilt, die jeweils von einem special agent-in-charge (SAC) geführt werden. Das Bundesgesetz United States Code Title 14 Part I Chapter 5 Section 95 schuf die Voraussetzungen für die Aufstellung des Verbandes (Constituting instrument).
Die Aufsichtsbehörde ist die Kommandobehörde der United States Coast Guard (Command, CG-2), wobei der CGIS aus der Befehlskette ausgenommen wurde. Der CGIS ist dem Assistant Commandant for Intelligence berichtspflichtig.

## Aufgaben und Tätigkeiten
Der CGIS ermittelt in Fällen tatsächlichem, vermutetem oder angezeigtem kriminellem Tun. Die Dienstkräfte sind bewaffnet und vollziehen Haftbefehle; des Weiteren sind diese befugt, Festnahmen durchzuführen. Etwa 230 Personen arbeiten bei der Behörde. Der Personalkörper setzt sich aus zivilen Mitarbeitern (GS-1811), aktiven Soldaten, Reservisten (reserve enlisted) und Warrant Officer Special Agents zusammen.

## Geschichte
Die Geschichte der Behörde geht auf das Jahr 1915 zurück, als das Amt des „Chief Intelligence Officer“ der Küstenwache geschaffen wurde. Hieraus entwickelte sich ein eigener Behördenapparat mit dem Charakter einer Militärpolizei und eines militärischen Nachrichtendienstes (United States Coast Guard Intelligence).